# کوکستاون (نیوجرسی)
کوکستاون (به انگلیسی: Cookstown) یک منطقهٔ مسکونی در ایالات متحده آمریکا است که در نیو هانوفر، نیوجرسی واقع شده‌است. کوکستاون ۲۴٫۹۹ متر بالاتر از سطح دریا واقع شده‌است.